# Lilafotstråding
Lilafotstråding (Inocybe griseolilacina) är en svampart som beskrevs av J.E. Lange 1917. Enligt Catalogue of Life ingår Lilafotstråding i släktet Inocybe,  och familjen Inocybaceae, men enligt Dyntaxa är tillhörigheten istället släktet Inocybe,  och familjen Crepidotaceae. Arten är reproducerande i Sverige. Inga underarter finns listade i Catalogue of Life.